# Успенский 3-й
Успенский 3-й — посёлок в Зиминском районе Иркутской области России. Входит в состав Новолетниковского муниципального образования. 

## География
Находится примерно в 38 километрах к юго-западу от районного центра.

## Население
| 2002 | 2010 | 2011 | 2012 |
| ---- | ---- | ---- | ---- |
| 109  | ↘101 | →101 | ↗105 |

Гендерный состав
По данным Всероссийской переписи, в 2010 году в посёлке проживал 101 человек (45 мужчин и 56 женщин).